# Gransjön (Torps socken, Medelpad)
Gransjön är en sjö i Ånge kommun i Medelpad och ingår i Ljungans huvudavrinningsområde.